# Etiopía en los Juegos Paralímpicos de Toronto 1976
Etiopía estuvo representada en los Juegos Paralímpicos de Toronto 1976 por un deportista masculino. El equipo paralímpico etíope no obtuvo ninguna medalla en estos Juegos.